# Římskokatolická farnost Verneřice
Římskokatolická farnost Verneřice (lat. Wernstadium) je církevní správní jednotka sdružující římské katolíky na území města Verneřice a v jeho okolí. Organizačně spadá do děčínského vikariátu, který je jedním z 10 vikariátů litoměřické diecéze. Centrem farnosti je kostel svaté Anny ve Verneřicích.

## Historie farnosti
Již v roce 1384 byla v lokalitě plebánie, která zanikla v období husitských válek. Po bitvě na Bílé Hoře (8. listopadu 1620) byla farnost obnovena. Matriky jsou pro místo vedeny od roku 1669.

### Duchovní správcové vedoucí farnost
Začátek působnosti jmenovaného v duchovní správě farnosti od:
- 1356   Benedictus
- 1366   Georgius de Alt Augezd
- 1407   Wenceslaus z Krabonoh
- 1418   Martinus
- 1570–1573 Gallus Bechman (Lachmann)
- 1623   Adam. Rathmann
- 1627   Theod. Mayer
- 1630   Simon. Kemel
- 1637   Christ. Burggref
- 1643   Georg. Zorlichius
- 1661   Ioann. Gattenhofer
- 1664   Martin. Töpfer
- 1683   Jos. Röhr
- 1702   Wenc. Knott
- 1718   Christ. Fiedler
- 1723   Car. Jos. Baumhager de Laurea
- 1762   Ioann. Gotfr. Knapp
- 1767   Christian. Neczas
- 1791   Ignat. Schuster
- 1801   Car. Süpner
- 1802   par. vacat, cap. Eman. Kny
- 1803   Jos. Grün
- 1804   Anton. Klug, n. 25. 10. 1756 Falkenavia, o. 24. 9. 1781, † 2. 10. 1833
- 1834   par. vacat, cap. fund. Jos. Reinelt
- 1834   Adalb. Petters, n. 10. 7. 1781 Woelmsdorf., o. 8. 9. 1804, † 26. 1. 1856
- 1851   Wenc. Hauschild, n. 12. 11. 1809 Leipa, o. 3. 8. 1835, † 5. 7. 1882
- 1867   Anton. Prochaska, n. 29. 11. 1816 Zierde, o. 3. 8. 1840, † 13. 11. 1903
- 1870   Anton. Groetschel, n. 21. 3. 1824 Sandau, o. 26. 7. 1847, † 31. 8. 1897
- 1897   par. vacat, admin. int. Andreas Wác
- 1898   Wenc. Zörner, n. 2. 9. 1866 Pladen., o. 1. 6. 1890, † 7. 9. 1935
- 1935   par. vacat, admin. int. Wenc. Winter
- 1. 7.  1936    Car. Müller, n. 3. 1. 1885 Niems, o. 11. 7. 1909, † 29. 1. 1951
- 1. 11. 1951   Ignác Stodůlka
- 26. 9. 1953   Ferdinand Kramář
- 19. 1. 1954   Ignác Stodůlka
- 1. 3.  1954   Karel Petržílek
- 20. 9. 1955   Rudolf Hevera
- 25. 2. 1956   Ondřej Korvas CSsR
- 1. 7.  1956    Jiří Kabát CSsR
- 1. 8.  1957    Vojtěch Noll
- 1. 9.  1960    Jan Hodinář
- 1. 8.  1971    Milan Frank
- 21. 1. 1985   Jan Křížek SDB
- 1. 6.  1985   Jan Bláha
- 1. 8.  1985    Richard Kavan
- 1. 7.  1986    Jan Bláha
- 1. 7.  1990    Pavel Zach
- 1. 4.  1991    Jaroslav Gajdošík
- 1. 10. 1992   Jiří Sucharda
- 1. 8.  1998   Štefan Pilarčík
- 1. 7.  2001   Bohuslav Bártek, admin. exc. z Benešova nad Ploučnicí
- 1. 6.  2007  František Segeťa, admin. exc. in spiritualibus ze Srbské Kamenice
  - 1. 6. 2007 Marcel Hrubý, admin. exc. in materialibus ze Srbské Kamenice
- 1. 4.  2016 Jozef Kujan SDB, admin. exc. in spiritualibus z Jiříkova[3]

Kromě kněží stojících v čele farnosti, působili ve farnosti v průběhu její historie i jiní kněží. Většinou pracovali jako farní vikáři, kaplani, katecheté, výpomocní duchovní aj.

#### Duchovní správcové při kostele Nejsvětější Trojice na Gottesbergu
- 1737   frá. Ludwig Groebel OFM
- mansionarius (kostelník) Jos. Mattausch, n. Wernstadt
- altarist. (oltářník) Schmelzer
- 1765   altarist. Christian Netzas, Franc. Palme, Jos. Hortig
- 1777   altarist. Joann. Hasch, Franc. Palme
- 1793   altarist. Joann. Hasch, Franc. Palme, Franc. Mittag
- 1800   altarist. Joann. Hasch
- 1810   altarist. vacat (oltářník chybí)
- 1812   cap. fund. (kaplan nadace) Math. Maschke, n. 19. 2. 1784 Turdiens., o. 29. 12. 1806, † 22. 11. 1843
- 1818   cap. fund. Anton. Boehm, n. 3. 9. 1791 Vrchlabí, o. 18. 8. 1815, †  9. 2. 1859
- 1820   cap. fund. Jos. Schmelzer, n. 13. 4. 1794 Stachlens., o. 24. 8. 1819, † 29. 6. 1874
- 1825   cap. fund. Candid. Unterstein, n. 26. 10. 1793 Toeplens., o. 14. 8. 1818, † 29. 5. 1835
- 1827   cap. fund. Franc. Hochberger, n. 3. 12. 1789 Otschechaviens., o. 14. 8. 1814, † 23. 5. 1863
- 1832   cap. fund. vacat
- 1833   cap. fund. Jos. Reinelt, n. 9. 6. 1802 Pont, o. 4. 9. 1826, † 6. 12. 1864
- 1849   cap. fund. Franc. Andersch, n. 10. 5. 1810 Oberliebich., o. 4. 8. 1834, † 14. 6. 1876
- 1854     chybí katalog
- 1855   cap. fund. Joann. Mann, n. 31. 5. 1817 Kommotau, o. 15. 11. 1842, † 5. 3. 1901
- 1856   cap. fund. Car. Schwalb, n. 1. 8. 1807 Rustensis., o. 5. 8. 1831
- 1857   cap. fund. Joann. Sander, n. 4. 9. 1830 Wernstadt, o. 25. 6. 1855, † 30. 8. 1868
- 1865   cap. fund. Franc. Kühnel, n. 24. 5. 1840 Tschalosic, o. 30. 6. 1864
- 1868   cap. fund. vacat
- 1869   cap. fund. Jos. Neumann, n. 5. 8. 1843 Leipa, o. 15. 7. 1868, † 6. 8. 1926
- 1880   cap. fund. Hermann. Krenn, n. 10. 8. 1857 Teplitz, o. 19. 7. 1879, † 16. 8. 1925
- 1884   cap. fund. vacat
- 1889   cap. fund. Jos. Tecl, n. 6. 11. 1859 Bělá, o. 27. 5. 1888, † 17. 7. 1895
- 1893   cap. fund. Adolf Šelbický, n. 23. 1869 Bensen, o. 17. 7. 1892, † 17. 1. 1959
- 1896   cap. fund. Adolph. Bosák, n. 6. 4. 1872 Klatov., o. 7. 7. 1895
- 1897   cap. fund. Andreas Wac, n. 11. 10. 1867 Lipniki, o. 7. 8. 1892, † 20. 4. 1925 Hranice (Č. Bud.)
- 1898   cap. fund. vacat
- 1907   cap. fund. Ferd. Žídek, n. 24. 6. 1882 Brodec, o. 16. 7. 1905, † 25. 5. 1959
- 1909   cap. fund. Hugo Stehlík de Čenkov, n. 1. 9. 1883 Eger, o. 14. 7. 1907
- 1910   cap. fund. vacat
- 1920   cap. fund.  Jos. Bayer, n. 14. 11. 1881 Humwald, o. 14. 7. 1907, † 2. 9. 1953
- 1922   cap. fund. vacat
- 1923   cap. fund. Adolph. Bothe, n. 28. 7. 1898 Voitsdorf, o. 30. 7. 1922 † 16. 6. 1969
- 1924   cap. fund. vacat
- 1935   cap. fund. Wencesl. Winter, n. 9. 9. 1911 Aujezdl, o. 16. 6. 1935, † 20. 7. 1997
- od r. 1937 cap. fund. vacat[3]

## Území farnosti
Do farnosti náleží území obce:
- Čáslav (Tschiaschel[p 2])
- Loučky (Schönau[p 2])
- Malá Javorská[6] (Klein Jober[p 2])
- Verneřice (Wernstadt[p 2])

## Římskokatolické sakrální stavby na území farnosti
| | Stavba                     | Místo                | Bohoslužby                      | Zeměpisné souřadnice             | Status                  | Číslo kulturní památky / databáze                                                                |        |
| Kostel | Kostel                     | Kostel               | Kostel                          | Kostel                           | Kostel                  | Kostel                                                                                           | Kostel |
| --- | -------------------------- | -------------------- | ------------------------------- | -------------------------------- | ----------------------- | ------------------------------------------------------------------------------------------------ | ------ |
| 1. | Kostel sv. Anny            | Verneřice            | bližší informace o bohoslužbách | 50°39′40″ s. š., 14°18′11″ v. d. | farní kostel            | 22036/5-4050 (Pk•MIS•Sez•Obr•WD)                                                                 |        |
| Zaniklé objekty |                            |                      |                                 |                                  |                         |                                                                                                  |        |
| 2. | Kostel Nejsvětější Trojice | Verneřice Gottesberg | nelze sloužit                   | 50°40′7″ s. š., 14°17′17″ v. d.  | zbořený filiální kostel | Kostel na Gottesbergu v databázi Poškozené a zničené kostely, kaple a synagogy v České republice |        |
| 3. | Kaple                      | Verneřice            | nelze sloužit                   |                                  | zbořená kaple           | —                                                                                                |        |
| Některé drobné sakrální stavby a pamětihodnosti lze dohledat zde v databázi Drobné sakrální památky Zaniklé sakrální stavby lze dohledat zde v databázi Poškozené a zničené kostely, kaple a synagogy v České republice |                            |                      |                                 |                                  |                         |                                                                                                  |        |

Ve farnosti se mohou nacházet i další drobné sakrální stavby, místa římskokatolického kultu a pamětihodnosti, které neobsahuje tato tabulka.

## Příslušnost k farnímu obvodu
Z důvodu efektivity duchovní správy byl vytvořen farní obvod (kolatura) farnosti Srbská Kamenice, jehož součástí je i farnost Verneřice, která je tak spravována excurrendo. Přehled těchto kolatur je v tabulce farních obvodů děčínského vikariátu.